# Stillingia sylvatica
Stillingia sylvatica, trajnica iz porodice mlječikovki. Autohtona je u Sjevernoj Americi, u središnjem i jugoistočnom dijelu SAD-a.
Naraste do oko 1 metar visine. Listovi su kožasti, cvjetovi žuti, plod je kapsula; cvjeta od travnja do srpnja. Pojedinačni cvjetovi su muški ili ženski, ali se oba mogu naći na istoj biljci.
Korijen ima ljekovita svojstva (sifilis, kožne bolesti, jetrena oboljenja).
- S. sylvatica
- S. sylvatica